# 西藏檔案文獻圖書館

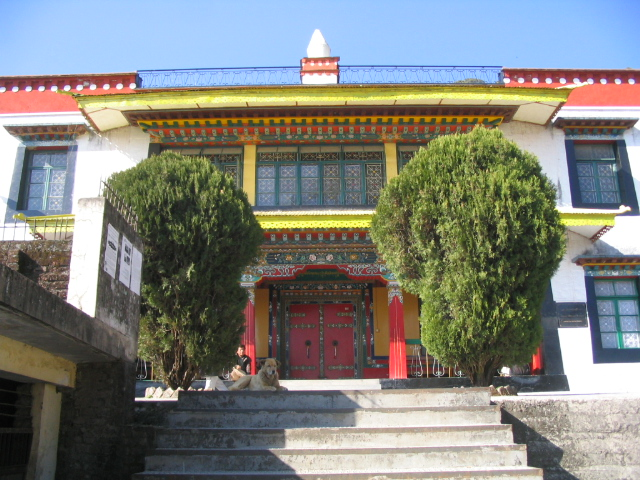
2006年的西藏檔案文獻圖書館

西藏檔案文獻圖書館是由達賴喇嘛於1970年在達蘭薩拉創辦的圖書館，於1971年開始運作。它現在是世界上佛學與藏學的研究重鎮之一。
拉卓格西館長表示，該圖書館的主要工作是保存西藏文化。其西藏口述歷史計畫紀錄二十世紀中期西藏社會和生活的第一手經驗，目前已完成了209位藏人的口述歷史，並在網路上發表了120支訪談記錄。

## 出版期刊
該館從1975年起出版The Tibet Journal季刊。